# Гришево (Иркутская область)
Гришево — упразднённый посёлок в Черемховском районе Иркутской области России. Ныне входит в состав города Черемхово.

## История
Основано в 1676 году как заимка Гришева (Семеновская) при Идинском остроге.

## География
Территория микрорайона находится в 13 км от центра г. Черемхово.

## Население
- 2012 4.351 чел.
- 2013 4.483 чел.
- 2014 4.562 чел.
- 2015 4. 643 чел.

## Известные люди связанные с Гришево
Гришева Анисья Васильевна (25.12.1894 г. Верхнеострожское село, Идинской волости, Балаганского уезда, Иркутской губернии-24.04.1978 Черемхово, Гришево), за ликвидацию неграмотности среди рабочих Черемховских угольных копий Указом Президиума ВС СССР от 04.05.1939 «О награждении особо отличившихся учителей сельских школ» награждена медалью «За трудовую доблесть».

## Инфраструктура
- Почтовое отделение «Почта России»
- Клуб «Гришево»
- Сад «Лебедь»
- Кафе «Эдем»
- Детская площадка «Капитошка»
- Стадион «Гришевский»
- Школа № 30
- Школа интернат № 2

## Транспорт
Добраться до посёлка можно на маршрутных такси под номерами: 1, 2, 3; а также на проходящих мимо рейсовых автобусах в поселки Черемховского района.
На территории микрорайона находится железнодорожная станция, где останавливаются электрички пригородного сообщения в сторону с Иркутска и электрички в сторону главного вокзала Черемхово и дальше в сторону города Зима.